# Pudtol
Pudtol ist eine philippinische Stadtgemeinde in der Provinz Apayao. Sie hat 14.925 Einwohner (Zensus 1. August 2015).
Pudtol und Santa Marcela waren ursprünglich Ortsteile von Luna, bevor sie selbstständige Stadtgemeinden wurden. Die Gemeinde liegt im Wassereinzugsgebiet des Flusses Abulug.

## Baranggays
Pudtol ist politisch unterteilt in 22 Baranggays.
| - Aga - Alem - Cabatacan - Cacalaggan - Capannikian - Lower Maton - Malibang - Mataguisi - Poblacion - San Antonio (Pugo) - Swan | - Upper Maton - Amado - Aurora - Doña Loreta - Emilia - Imelda - Lt. Bilag - Lydia - San Jose - San Luis - San Mariano |